# Adiós Muchachos
Adiós Muchachos är en tango, skriven 1927 av Julio César Sanders (musik) och César Vedani (text). Den tillhör de mest välkända låtarna inom tangorepertoaren och har spelats in av bland andra Orquesta Típica Victor, Francisco Lomuto, Francisco Canaro och Enrique Rodríguez.
Texten är mycket sorglig och handlar om en man som är svårt sjuk och säger adjö till sina vänner. Han minns speciellt sin mor och sin trolovade, som bägge är döda och som han saknar utan att finna tröst.
I Buenos Aires anses det vara otursbringande att spela just denna tango på milongor, eftersom det var den sista inspelningen Carlos Gardel gjorde innan han omkom i en flygolycka 1935.